# Kuno Fencker
Kuno Søren Hannibal Fencker (* 26. November 1974 in Ilulissat) ist ein grönländischer Politiker (Naleraq).

## Leben
Kuno Fencker ließ sich zum Logistiker ausbilden, studierte später aber auch Jura. Er arbeitete für das Mineralölunternehmen Cairn Energy, als er 2014 zum Vorstandsvorsitzenden der Royal Arctic Line gewählt wurde. 2015 gründete er gemeinsam mit Pele Broberg Aluu Airlines und wurde Marketingdirektor (CCO) der Fluggesellschaft, die jedoch nie wirklich aktiv wurde. 2018 wurde er als Vorstandsvorsitzender der Royal Arctic Line abgelöst.
Anlässlich der Folketingswahl 2019 trat er in die Partii Naleraq ein und kandidierte unter anderem gemeinsam mit seinem Geschäftspartner Pele Broberg für einen Platz im Folketing, aber beide mussten sich Aaja Chemnitz und Aki-Matilda Høegh-Dam geschlagen geben. Mit letzterer ist er seit 2016 liiert und mittlerweile verlobt. Sie warf im Februar 2020 gemeinsam mit anderen Frauen dem Politiker Mikael Petersen sexuelle Belästigung vor, woraufhin die Siumut ihn als Parteisekretär entließ. Als die Partii Naleraq ihn kurz darauf selbst als Parteisekretär einstellte, verließ Kuno Fencker die Partei Anfang April 2020 und trat der Siumut bei.
Für die Siumut kandidierte er bei der Parlamentswahl 2021 und erreichte mit 66 Stimmen den siebten Nachrückerplatz der Partei. Von dort aus wurde er mit dem Eintreten der Partei in die Regierung im April 2022 Mitglied im Inatsisartut. Im Januar 2025 sorgte er für Aufsehen, als er ohne Bemündigung seiner Partei in die USA reiste und sich unter anderem mit dem Republikaner Andy Ogles traf, um über die Zukunft Grönlands zu sprechen. Nachdem er hiernach unter anderem von Aaja Chemnitz kritisiert worden war, zeigte er sie wegen Übler Nachrede bei der Polizei an. Der Lokalverband der Siumut in Nuuk forderte am 3. Februar öffentlich den Parteiausschluss, der jedoch trotz Kritik von der Parteispitze nicht durchgeführt wurde. Dennoch gab er selbst zwei Tage später bekannt, über einen Parteiaustritt nachzudenken, während seine Verlobte Aki-Matilda Høegh-Dam die Partei zwei weitere Tage später verließ und anschließend der Naleraq beitrat. Am 11. Februar kehrte er ebenfalls zu seiner alten Partei zurück.
Bei der Parlamentswahl 2025 konnte er gemeinsam mit seiner Verlobten erstmals direkt ins Inatsisartut einziehen.